# Caixa de emenda
A caixa de emenda óptica, no cabeamento estruturado, é um dispositivo utilizado para acomodar o local onde dois ou mais cabos ópticos foram unidos. Funciona por meio de uma emenda mecânica (conectores) ou por fusão. O objetivo da caixa é selar o ponto de emenda impedindo a entrada de água ou outros materiais. Geralmente possui espaço para abrigar de 4 a 24 fibras ópticas.
A caixa de emenda em enlaces de fibra óptica, tem a função de acomodar o local onde dois ou mais cabos ópticos foram unidos. Funciona por meio de uma emenda mecânica, conectores ou fusão,  onde podem ser produzidas continuidade, derivação e/ou ampliação de rede de atendimento para um cliente especifico ou região, dependendo do tipo de serviço agregado.
O objetivo da caixa é selar, proteger pontos de emenda, impedindo a entrada de água, sujeira, insetos ou outros materiais.
Essas caixas possuem vários formatos, tamanhos e formatos, podendo atender as mais diversas necessidades e tipos de tecnologias que utilizam fibra óptica como meio físico condutor.